# ペロイド

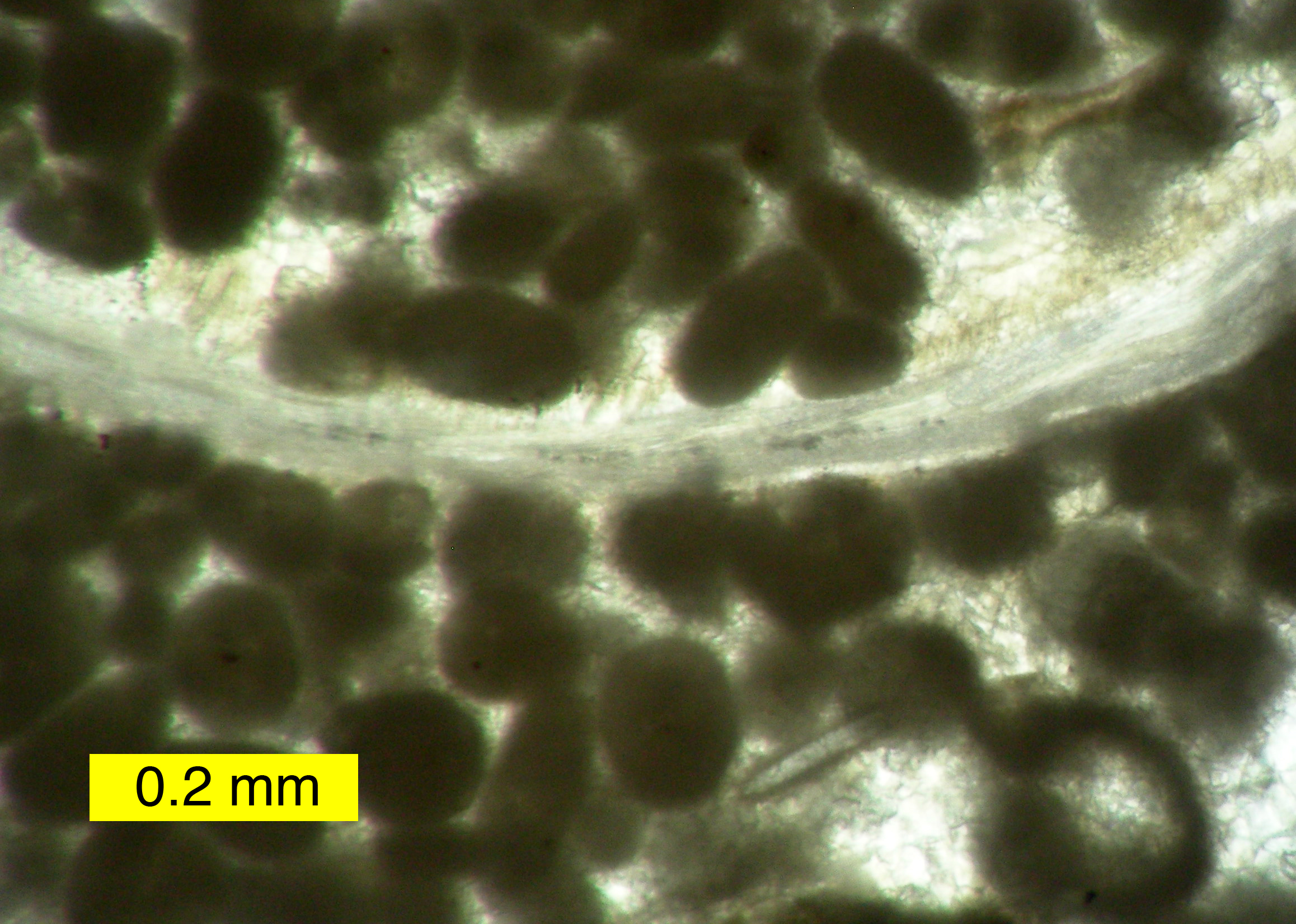
石灰岩に見られる腕足動物の殻とペロイド

ペロイド（英：Peloid）は、石灰泥からなる不定形の粒子。直径は30 - 200マイクロメートルで、微細構造が不明瞭な不透明粒子である。内部に砕屑物粒子や生物の遺骸に由来する粒子を含むこともあるが、特に内部構造は見られない。ウーイドやイントラクラストなどと同じく非生物骨格粒子であり、炭酸塩堆積物を形成する。

## 成因
ペロイドの成因は多様であり、顕微鏡を用いた観察のみでは識別が困難な場合もある。
- 糞源ペレット

腹足類・節足動物・環形動物などの糞が海底で急速に固結して化石化したもの。ペレット自体の粒径や形状は揃っているが、内部の石灰泥の粒径・形状は揃っておらず、不規則な配列を示す。
- Algal peloids

石灰藻の炭酸塩骨格が破壊されて粒子になったもの、あるいは石灰質マイクローブの破片を起源にもつもの。粒径は不揃いで、形状は角ばっている。内部に石灰藻骨格の微細構造が保存されている場合もある。
- Mud clasts

石灰泥の破片が海底で固結したもの。イントラクラストと起源を同じくする。形状は不規則である。
- Micritised grains

穿孔性微生物の作用により生物骨格粒子やウーイド全体がミクライト質になったもの。
- Peloidal cement

マグネシウムに富む方解石が海底で結晶成長を遂げて形成されたもの。粒径や形状や分布密度は均一で、直径は他のペロイドよりも小さい30 - 50マイクロメートル程度のものが多い。